# Ceroys pusillus
Ceroys pusillus är en insektsart som beskrevs av Ludwig Redtenbacher 1906. Ceroys pusillus ingår i släktet Ceroys och familjen Heteronemiidae. Inga underarter finns listade i Catalogue of Life.